# Aeropuerto de Concepción
Aeropuerto de Concepción (IATA: CEP, OACI: SLCP) es un aeropuerto que sirve a Concepción, una ciudad en el departamento de Santa Cruz de Bolivia. La pista se encuentra en la sección sur de la ciudad, que se encuentra en la región de la Chiquitania de Bolivia.